# Tough Enough (Lied)
Tough Enough (englisch für „Hart genug“) ist ein Lied der estnischen Pop-Rock-Girlgroup Vanilla Ninja, das im November 2003 erschien.

## Entstehung und Veröffentlichung
Das Lied wurde gemeinsam von David Brandes (als John O’Flynn), Bernd Meinunger und Jane Tempest geschrieben. Brandes zeichnete zudem auch für die Produktion verantwortlich.
Die Erstveröffentlichung von Tough Enough erfolgte als Single am 24. November 2003 bei Bros Music. Diese erschien als CD-Maxi-Single mit vier verschiedenen Versionen des Liedes sowie dem dazugehörigen Musikvideo (Katalognummer: 674 457 2). Am 7. Juni des Folgejahres erschien das Lied als Teil von Vanilla Ninjas zweiten Studioalbum Traces of Sadness (Katalognummer: 517386 0), dessen erste Singleauskopplung es ist.

## Chartplatzierungen
| ChartsChartplatzierungen | Höchstplatzierung | Wochen |
| ------------------------ | ----------------- | ------ |
| Deutschland (GfK)        | 13 (21 Wo.)       | 21     |
| Österreich (Ö3)          | 16 (21 Wo.)       | 21     |
| Schweiz (IFPI)           | 52 (20 Wo.)       | 20     |

| ChartsJahrescharts (2004) | Platzierung |
| ------------------------- | ----------- |
| Deutschland (GfK)         | 61          |
| Österreich (Ö3)           | 55          |